# やけのはら
やけのはらは神奈川県横浜出身のラップ・ミュージシャン、DJである。

## 概要
DJ、ラッパー、トラックメイカー。「FUJI ROCK FESTIVAL」「METAMORPHOSE」「KAIKOO」「RAW LIFE」「Sense of Wonder」「ボロフェスタ」などの数々のイベントや、日本中の多数のパーティに出演。数多くのミックスCDを発表している。またラッパーとしては、アルファベッツのメンバーとして2003年にアルバム「なれのはてな」を発表したのをはじめ、曽我部恵一主宰レーベルROSE RECORDSのコンピレーションにも個人名義のラップ曲を提供。マンガ「ピューと吹く!ジャガー」ドラマCDの音楽制作、テレビ番組の楽曲制作、中村一義、メレンゲ、イルリメ、サイプレス上野とロベルト吉野などのリミックス、多数のダンスミュージックコンピへの曲提供など、トラックメイカーとしての活動も活発に行なっている。2009年に七尾旅人×やけのはら名義でリリースした「Rollin' Rollin'」が話題になり、2010年には初のラップアルバム「THIS NIGHT IS STILL YOUNG」を発表。その後Stones Throw15周年記念のオフィシャルミックス「Stones Throw 15 mixed by やけのはら」を手がけ、2012年にはサンプラー＆ボーカルを担当している、ハードコアパンクとディスコを合体させたバンドyounGSoundsでアルバム「more than TV」を完成させた。2013年3月、新しいラップアルバム「SUNNY NEW LIFE」をリリース。

## ディスコグラフィー

### アルバム
- なれのはてな（2003年）かまさんとのユニット「ALPHABETS」名義
- THIS NIGHT IS STILL YOUNG（2010年）
- SUNNY NEW LIFE (2013年)

### シングル
- Rollin' Rollin'（2009年）「七尾旅人×やけのはら」名義

### DJ MIX
- SUMMER GIFT FOR YOU（2006年）
- V.V.SLOW? SPECIAL MIX（2007年）
- XXX-FILE（2007年）ベータパナマとのユニット「MP2」名義
- BRILLIANT EMPTY HOURS（2008年）
- ExT Recordings 1st ANNIVERSARY MASTER MIX（2008年）
- CHOUJA-MACHI SATURDAY MORNING（2010年）ミスターメロディー、タカラダミチノブとのスプリット・ミックス
- Stones Throw 15 mixed by YAKENOHARA（2011年）
- Step On The Heartbeat (2012年)ディスクユニオン限定MIX CD

### 連載
- POPEYE「文化水流探訪記」